# Cache
En cache (udtales [ˈkaɕ], som engelsk "cash") er i elektroniske sammenhænge et lynhurtigt mellemlager, som processoren i en elektronikenhed (laptop, pc, lommeregner, mobiltelefon, router osv.) bruger til midlertidige beregninger, før de evt. gemmes i et langsommere lager, f.eks. harddisk, SSD eller flash-lager. Betegnelsen bruges også i softwareudvikling om det samme princip, hvor data som det tager lang tid at beregne eller fremskaffe kan gemmes midlertidigt i arbejdshukommelsen, i fald der bliver brug for dem snart igen. En webbrowser benytter også en cache, eftersom det er meget hurtigere at genfinde ofte brugte data på enhedens lokale lager end at hente det over internettet fra en server.

## Cache eller buffer
Selv om en cache og en buffer minder om hinanden, og selv om en buffer også kan fungere som cache (og omvendt), er en cache ikke det samme som en buffer.
Formålet med en buffer er at danne et mellemlager mellem en proces der genererer data i et bestemt tempo, og en proces der bruger data i et andet tempo. De to processer kan fx være et applikationsprogram og en driver. Et hverdagseksempel på hvad der svarer til en buffer er en gammeldags postkasse: Folk putter breve i postkassen i spredt orden, og så kommer postbuddet en gang imellem og samler alle brevene.
En cache baserer sig derimod på at data der lige er blevet læst (eller skrevet) måske snart skal læses igen. En cache benyttes derfor fx til at gemme langsomt læste data i et hurtigt lager, hvorfra de hurtigt kan læses igen. Et lidt forældet hverdagseksempel som svarer nogenlunde til en cache er en privat telefonliste: Et opslag i en gammeldags telefonbog tager tid, og da man ofte skal bruge det samme telefonnummer igen, kan det med fordel skrives i en privat telefonliste hvor det hurtigt kan findes.